# Saison 4 de Loïs et Clark
 (décembre 2011).
Si vous disposez d'ouvrages ou d'articles de référence ou si vous connaissez des sites web de qualité traitant du thème abordé ici, merci de compléter l'article en donnant les références utiles à sa vérifiabilité et en les liant à la section « Notes et références ».
Chronologie
Saison 3 de Loïs et Clark
Cet article présente le guide des épisodes de la quatrième saison de la série télévisée Loïs et Clark

## Épisode 1:L'invasion de la Terre
- Titre original : Lord of the Flys
- Numéro(s) : 66 (4-1)
- Diffusion(s) : 
  -  États-Unis : 22 septembre 1996 sur ABC
  -  France : 6 mai 1997 sur M6
- Résumé : Clark a dû quitter Loïs dans l'épisode précédent pour gouverner Krypton. Mais son rival, Lord Nor (un kryptonien) a décidé de prendre sa place. Il enferme Smallville et les parents de Clark dans une bulle de champ de force pour instaurer un régime de terreur (il exécute ceux qui ne sont pas d'accord avec lui et désintègre les soldats qui tentent de libérer Smallville de l'extérieur).

## Épisode 2:Bataille terrestre
- Titre original : Battleground earth
- Numéro(s) : 67 (4-2)
- Diffusion(s) :
  -  États-Unis : 29 septembre 1996 sur ABC
  -  France : 6 mai 1997 sur M6
- Résumé : Clark est accusé d'avoir trahi le peuple de Krypton et risque d'être banni à tout jamais. Cependant, Loïs parvient à les convaincre de l'innocence de Clark. On lui accorde finalement une deuxième chance et l'opportunité de sauver la planète de la tyrannie de Lord Nor.

## Épisode 3:La briseuse de foyers
- Titre original : Swear To God, This Time We're Not Kidding
- Numéro(s) : 68 (4-3)
- Diffusion(s) :
  -  États-Unis : 6 octobre 1996 sur ABC
  -  France : 13 mai 1997 sur M6
- Résumé : Après bien des mésaventures, Loïs et Clark vont pouvoir enfin se marier mais, à quelques jours de la cérémonie, Myrtle Beech s'échappe de prison et entend se venger en faisant capoter le mariage le plus attendu de Metropolis.

## Épisode 4:Partenaire dans l'âme
- Titre original : Soul mates
- Numéro(s) : 69 (4-4)
- Diffusion(s) :
  -  États-Unis : 13 octobre 1996 sur ABC
  -  France : 13 mai 1997 sur M6
- Résumé : En route pour leur lune de miel à Hawaï, Lois et Clark sont dérangés par une de leurs vieilles connaissances, H.G. Wells, qui les prévient qu'une malédiction pèsera sur eux dès qu'ils auront consommé leur union. Afin de contrer ce mauvais sort, Lois et Superman voyagent dans le temps à la recherche de leur ennemi, Tempus.

## Épisode 5:Jeunesse volée
- Titre original : Brutal youth
- Numéro(s) : 70 (4-5)
- Diffusion(s) :
  -  États-Unis : 20 octobre 1996 sur ABC
  -  France : 20 mai 1997 sur M6
- Résumé : Jimmy enquête sur la mort mystérieuse d'un ami, victime en quelques jours d'un vieillissement prématuré. Il découvre que la responsable de ce crime s'appelle Veda Doodsen, une scientifique démoniaque. La jeune femme capture Jimmy dans le but de renouveler l'expérience. À Lois et Clark de trouver un antidote.
- Commentaires : Jack Larson ancien interprète de Jimmy Olsen dans la série Les Aventures de Superman interprète ici une version plus âgée de Jimmy.

## Épisode 6:La société contre Loïs Lane (partie 1)
- Titre original : The people v.Loïs Lane
- Numéro(s) : 71 (4-6)
- Diffusion(s) :
  -  États-Unis : 27 octobre 1996 sur ABC
  -  France : 20 mai 1997 sur M6
- Résumé : Le bonheur conjugal est de courte durée pour Lois et Clark : la jeune journaliste est impliquée à tort dans une affaire de meurtre. La victime et son agresseur ont été filmés ; tout accuse Lois. Même Clark finit par douter de l'innocence de son épouse.

## Épisode 7:La société contre Loïs Lane (partie 2)
- Titre original : Dead Loïs walking
- Numéro(s) : 72 (4-7)
- Diffusion(s) :
  -  États-Unis : 10 novembre 1996 sur ABC
  -  France : 27 mai 1997 sur M6
- Résumé : Accusée de meurtre, Lois se résout à sa nouvelle vie... en prison. C'est alors que Superman intervient et la libère. Tous deux partent à la recherche du véritable assassin, un savant fou prêt à sacrifier des millions de vies humaines.

## Épisode 8:Bob et Carol et Loïs et Clark
- Titre original : Bob and Carol and Loïs and Clark
- Numéro(s) : 73 (4-8)
- Diffusion(s) :
  -  États-Unis : 17 novembre 1996 sur ABC
  -  France : 27 mai 1997 sur M6
- Résumé : Lois et Clark font la connaissance de Bob et Carol Stanford. Bob, à l'instar de Clark, mène en grand secret une double vie. Le couple entend se servir de Lois afin de localiser un richissime individu (inspiré de Howard Hughes) pour le faire disparaître et s'approprier sa fortune.

## Épisode 9:Fantômes
- Titre original: Ghosts
- Numéro(s) : 74 (4-9)
- Diffusion(s) :
  -  États-Unis : 24 novembre 1996 sur ABC
  -  France : 3 juin 1997 sur M6
- Résumé : Victime d'un maître-chanteur, Herbie Saxe persécute d'innocentes victimes en leur faisant croire que leur maison est hantée. Jusqu'au jour où Herbie est en présence d'un vrai fantôme, qui dit s'appeler Cathie Banks. Cette dernière a été victime d'un meurtre mystérieux; Lois et Clark entrent alors en action.

## Épisode 10:Les "Press" attaquent
- Titre original : Stop the presses
- Numéro(s) : 75 (4-10)
- Diffusion(s):
  -  États-Unis : 8 décembre 1996 sur ABC
  -  France : 3 juin 1997 sur M6
- Résumé : Deux adolescents perturbés, fous d'informatique, projettent d'assassiner Superman depuis qu'ils ont découvert un fichier top secret qui révèle les composantes biologiques du superhéros. Pendant ce temps, Lois est nommée rédactrice en chef du Daily Planet, ce qui lui pose de sérieux problèmes d'emploi du temps et lui vaut sa première dispute avec Clark.

## Épisode 11:La boucle du temps
- Titre original : Twas the Night Before Mxymas
- Numéro(s) : 76 (4-11)
- Diffusion(s) :
  -  États-Unis : 15 décembre 1996 sur ABC
  -  France : 10 juin 1997 sur M6
- Résumé : Lois et Clark s'apprêtent à passer leur premier Noël ensemble depuis qu'ils sont mariés. Derniers achats, derniers préparatifs... Soudain, surgit Mister Mxyzptlk, au nom imprononçable mais de sinistre réputation. Ce démon, autrefois responsable de nombreux désastres, entend devenir le maître du monde...

Lois et Clark vont devoir rétablir la situation

## Épisode 12:Amour filial et arme fatale
- Titre original : Lethal Weapon
- Numéro(s) : 77 (4-12)
- Diffusion(s) :
  -  États-Unis : 5 janvier 1997 sur ABC
  -  France : 17 juin 1997 sur M6
- Résumé : Libéré de prison après avoir purgé une peine pour fraude, Jerry White, le fils du directeur du Daily Planet, est suspecté par Superman d'être lié à un gang de cambrioleurs de banques. Jerry parvient à neutraliser les pouvoirs de Superman. Pendant ce temps, un dangereux individu surnommé Mr. Gadget projette de faire exploser les tours de Metropolis.

## Épisode 13:Mensonges et vidéos
- Titre original : Sex, Lies and Videotape
- Numéro(s) : 78 (4-13)
- Diffusion(s) :
  -  États-Unis : 19 janvier 1997 sur ABC
  -  France : 17 juin 1997 sur M6
- Résumé : Superman vient de remporter le prix international de la Paix. Le magnat de la presse, Randy Goode, charge une de ses assistantes, Samantha, d'enquêter sur la vie privée du héros pour tenter de le discréditer. Elle réussit à le photographier avec Lois dans un lit. Les clichés font la une des journaux. Superman s'apprête à avouer que Clark Kent et Superman ne font qu'un...

## Épisode 14:À la rencontre de John Doe (partie 1)
- Titre original: Meet John Doe
- Numéro(s) : 79 (4-14)
- Diffusion(s) :
  -  États-Unis : 2 mars 1997 sur ABC
  -  France : 24 juin 1997 sur M6
- Résumé : Un dangereux criminel venu du futur a recours à un procédé subliminal pour remporter l'élection présidentielle à laquelle il s'est présenté. Commence alors le règne de la terreur. En voulant arrêter les activités du dictateur, Superman se retrouve piégé.

## Épisode 15:À la rencontre de John Doe (partie 2)
- Titre original : Lois and Clarks
- Numéro(s) : 80 (4-15)
- Diffusion(s) :
  -  États-Unis : 9 mars 1997 sur ABC
  -  France : 24 juin 1997 sur M6
- Résumé : Superman est toujours prisonnier et semble perdu à jamais. Par chance, Lois retrouve une connaissance, H.G. Wells, le "voyageur du temps", qui se propose de l'aider. L'unique solution est de glisser dans un univers parallèle à la recherche d'un Superman alternatif...

## Épisode 16:Graine de Superman
- Titre original : Aka Superman
- Numéro(s) : 81 (4-16)
- Diffusion(s) :
  -  États-Unis : 16 mars 1997 sur ABC
  -  France : 1er juillet 1997 sur M6
- Résumé : Penny Barnes, une jolie secrétaire, est persuadée que Jimmy Olsen est Superman. Son patron, Carrett Grady, est un criminel qui a pour ambition d'activer un système d'armes par satellite menaçant pour la terre. En kidnappant Penny mais également Lois, il espère obliger Superman à l'aider.

## Épisode 17:Plus rapide que l'éclair
- Titre original : Faster than a speeding vixen
- Numéro(s) : 82 (4-17)
- Diffusion(s) :
  -  États-Unis : 12 avril 1997 sur ABC
  -  France : 1er juillet 1997 sur M6
- Résumé : Vixen, un nouveau super-héros, a les mêmes pouvoirs que Superman. Il n'a pas les mêmes méthodes et n'hésite pas à tuer. Vixen est dirigé par son maître, Mr Smith, qui veut conquérir Metropolis. Superman va devoir se confronter à lui pour sauver la planète.
- Première apparition du second fils illégitime de Lex Luthor, Mr. Smith, interprété par Keith Brunsmann.

## Épisode 18:L'ombre d'un doute
- Titre original : Shadow of a doubt
- Numéro(s) : 83 (4-18)
- Diffusion(s) :
  -  États-Unis : 19 avril 1997 sur ABC
  -  France : 8 juillet 1997 sur M6
- Résumé : Lois et Clark sont persuadés que la personne qui a fabriqué Vixen fait partie de leur entourage. Cette personne, M. Smith, connaît la vraie identité de Superman.

## Épisode 19:Les profondeurs du passé
- Titre original : Voice from the past
- Numéro(s) : 84 (4-19)
- Diffusion(s) :
  -  États-Unis : 26 avril 1997 sur ABC
  -  France : 8 juillet 1997 sur M6
- Résumé : M. Smith est en réalité le fils de Lex Luthor. Grâce à ses pouvoirs, il contrôle Lois et entreprend de détruire l'immeuble du Daily Planet...
- Commentaires : Dernière participation de John Shea dans la série. Dernière apparition du second fils illégitime de Lex Luthor, Mr. Smith, interprété par Keith Brunsmann.

## Épisode 20:Je t'ai dans la peau
- Titre original  I've got under my skin
- Numéro(s) : 85 (4-20)
- Diffusion(s) :
  -  États-Unis : 31 mai 1997 sur ABC
  -  France : 15 juillet 1997 sur M6
- Résumé : Woody Samms, un criminel condamné à mort, découvre qu'il a la capacité "d'habiter" le corps d'une autre personne pendant que celle-ci devient lui-même. Une occasion inespérée le met en présence de Clark. Woody, qui veut revoir Becky, sa fille, investit le corps de Clark. Découvrant qu'il dispose dorénavant des super-pouvoirs de Superman, Woody projette de se débarrasser d'un truand.
- Dernière apparition de Asabi, ancien second bras droit de Lex Luthor, interprété par Shaun Toub.

## Épisode 21:Toy Story
- Titre original : Toy Story
- Numéro(s) : 86 (4-21)
- Diffusion(s) :
  -  États-Unis : 7 juin 1997 sur ABC
  -  France : 15 juillet 1997 sur M6
- Résumé : Le Dr Harold Kripstly, un inventeur de génie, enlève des enfants mais, selon lui, pour une bonne cause. Ses victimes sont des orphelins à qui il propose de vivre dans un monde féérique, rempli de jouets. Hélas, sa personnalité diabolique ressurgit lorsqu'il apprend qu'une société spécialisée dans la technologie de pointe lui a dérobé les plans d'un procédé révolutionnaire qu'il vient de mettre au point...
- Commentaires : Dernière apparition de Lane Smith.

## Épisode 22:L'ultime aventure de Loïs et Clark
- Titre original : Family Hour
- Numéro(s) : 87 (4-22)
- Diffusion(s) :
  -  États-Unis : 14 juin 1997 sur ABC
  -  France : 15 juillet 1997 sur M6
- Résumé : Lois et Clark rêvent d'avoir un enfant mais d'après le médecin personnel du jeune homme, la procréation est impossible pour Superman. Lois prend conseil auprès de son père, Sam, un scientifique quelque peu excentrique, qui pense avoir une réponse. Pendant ce temps, le Dr Klaus Mensa, un criminel disposant de pouvoirs télépathiques, est libéré de prison. L'homme veut se venger et finit par menacer les parents de Loïs.....